# Парето, Вильфредо
Вильфре́до Федери́ко Дама́зо Паре́то (итал. Vilfredo Federico Damaso Pareto итал: [vilˈfreːdo paˈreːto]; при рождении Ви́льфрид Фриц Паре́то, нем. Wilfried Fritz Pareto; 15 июля 1848, Париж — 19 августа 1923, Селиньи, кантон Женева, Швейцария) — итальянский инженер, экономист и социолог. Один из основоположников теории элит.
Разработал теории, названные впоследствии его именем: статистическое Парето-распределение и Парето-оптимум, широко используемые в экономической теории и иных научных дисциплинах.

## Биография
Родился 15 июля 1848 года в Париже в семье итальянского маркиза, выходца из портового города Генуя, вынужденного эмигрировать из-за своих либеральных и республиканских убеждений. Мать Парето была француженкой, и он с детства одинаково хорошо владел итальянским и французским, однако всю жизнь он ощущал себя прежде всего итальянцем.
В 1858 году семья Парето вернулась в Италию. Там Вильфредо начинает учиться и получает одновременно классическое, гуманитарное и техническое образование. При этом большое внимание он уделяет изучению математики.
После окончания Политехнической школы инженеров в Турине Парето в 1869 году защищает диссертацию «Фундаментальные принципы равновесия в твёрдых телах». В диссертации проявился ранний интерес Парето к теме равновесия, которая сырала большую роль в его последующих трудах об эффективности Парето. После окончания университета Парето в течение нескольких лет занимал довольно важные должности в железнодорожном ведомстве и в металлургической компании.
В 1890-х годах предпринял неудачную попытку заняться политической деятельностью. В это же время активно занимался публицистикой, чтением и переводами классических текстов. В первой половине 1890-х годов Парето опубликовал ряд исследований в области экономической теории и математической экономики. С 1893 года и до конца жизни он был профессором политической экономии Лозаннского университета в Швейцарии, сменив в этой должности известного экономиста Леона Вальраса.
В последний год жизни Парето в Италии уже установился фашистский режим. Некоторые видные деятели этого режима, и прежде всего сам Муссолини, считали себя учениками лозаннского профессора. В связи с этим в 1923 году он был удостоен звания сенатора Италии. Парето выразил сдержанную поддержку новому режиму, одновременно призвав его быть либеральным и не ограничивать академических свобод.
Умер Парето 19 августа 1923 года в Селиньи (Швейцария), где он жил последние годы своей жизни; там он и был похоронен.

## Социологические исследования
По мысли Парето, общество имеет пирамидальную структуру, на вершине которой находится элита — руководящий социальный слой, направляющий жизнь всего общества. В своих работах Парето скептически относился к демократическим режимам, называя их «плутодемократическими» или «демагогической плутократией», полагая, что в политической жизни есть универсальный закон, при котором элита всегда обманывает массы.
Успешное развитие общества, однако, возможно лишь при своевременном обновлении элит, что понималось у Парето, в выдвинутой им концепции «циркуляции элит», как абсорбирование и включение наиболее мобильных представителей неэлит или контр-элит в элиту по директивному «избранию сверху» со стороны самой же правящей элиты. В противном случае, согласно его концепции, общество ждёт застой и замена, в результате революции, старой элиты — новой.

## Парето-распределение (правило 80/20)
Упрощённое изложение закона:

Затраты времени на выполнение плана: 20 % труда реализуют 80 % результата, но остальные 20 % результата требуют 80 % общих затрат.

Закон имеет весьма отдалённое отношение к самому Вильфредо Парето. Он умер в 1923 году, а название закона предложил в 1941 году американский специалист в области качества Джозеф Джуран в честь одной из работ, где говорилось о том, что в Италии 20 % домохозяйств получают 80 % доходов.

### Публикации на русском языке
- Социалистические системы = Les Systémes socialistes // Теоретическая социология. Антология. В 2 частях (Составление, научная редакция, предисловие С. П. Баньковская), Т 1 — М.: Книжный Дом «Университет», 2002.
- Компендиум по общей социологии = Compendio di sociologia generale / Пер. А. А. Зотова. — 2-е изд. — М.: Изд. дом ГУ ВШЭ, 2008. — 511 с. — 1000 экз. — ISBN 978-5-7598-0573-1.
- Трансформация демократии / пер. с итал. М. Юсима. М.: Издательский дом «Территория будущего», 2011. — 208 с.